# Джейкоб Мерфі
Джейкоб Мерфі (англ. Jacob Murphy; нар. 24 лютого 1995, Вемблі) — англійський футболіст, фланговий півзахисник клубу «Ньюкасл Юнайтед».

## Клубна кар'єра
Народився 24 лютого 1995 року в лондонському районі Вемблі. Разом зі своїм братом-близнюком Джошем почав грати у футбол з семи років і в 12 років вони обидва приєдналися до академії «Норвіч Сіті». З нею виграв молодіжний кубок Англії 2012/13.
4 січня 2013 року брати підписали свої перші професіональні контракти з клубом, за який Джейкоб дебютував у матчі Кубка Англії проти «Фулгема» 4 січня 2014 року. Втім, на відміну від брата, Джейкоб не зумів закріпитись в основі «канарок» і з початку 2014 року тривалий час грав в оренді за ряд нижчолігових англійських клубів. Лише на сезон 2016/17 він остаточно повернувся в «Норвіч Сіті», і в тому розіграші забив 10 голів у 40 матчах у всіх турнірах.
19 липня 2017 року перейшов у клуб вищого дивізіону «Ньюкасл Юнайтед». У першому сезоні зіграв 25 ігор у Прем'єр-лізі, втім наступного року втратив місце в основі і зіграши лише 9 ігор у чемпіонаті, 31 січня 2019 року був відданий в оренду до кінця сезону у «Вест-Бромвіч».

## Виступи за збірні
2012 року дебютував у складі юнацької збірної Англії, взяв участь у 4 іграх на юнацькому рівні.
З 2014 року залучався до складу молодіжної збірної Англії, з якою став півфіналістом молодіжного чемпіонату Європи 2017 року в Польщі. Всього на молодіжному рівні зіграв у 7 офіційних матчах, забив 1 гол.

## Статистика виступів

### Статистика клубних виступів
| Сезон                   | Команда                 | Чемпіонат               | Чемпіонат | Чемпіонат | Національний кубок | Національний кубок | Національний кубок | Континентальні кубки | Континентальні кубки | Континентальні кубки | Інші змагання | Інші змагання | Інші змагання | Усього | Усього | Усього |
| Сезон                   | Команда                 | Ліга                    | Ігор      | Голів     | Ліга               | Ігор               | Голів              | Ліга                 | Ігор                 | Голів                | Ліга          | Ігор          | Голів         | Ігор   | Голів  |        |
| ----------------------- | ----------------------- | ----------------------- | --------- | --------- | ------------------ | ------------------ | ------------------ | -------------------- | -------------------- | -------------------- | ------------- | ------------- | ------------- | ------ | ------ | ------ |
| 2013-лют. 2014          | «Норвіч Сіті»           | ПЛ                      | -         | -         | КА+КЛ              | 1+0                | 0                  | -                    | -                    | -                    | -             | -             | -             | 1      | 0      |        |
| лют.-бер. 2014          | «Свіндон Таун»          | 1Л (ІІІ)                | 6         | 0         | КА+КЛ              | -                  | -                  | -                    | -                    | -                    | ТФЛ           | 1             | 0             | 11     | 1      |        |
| бер.-тра. 2014          | «Саутенд Юнайтед»       | 2Л (IV)                 | 7+1       | 0         | КА+КЛ              | -                  | -                  | -                    | -                    | -                    | ТФЛ           | -             | -             | 8      | 1      |        |
| сер. 2014; січ. 2015    | «Норвіч Сіті»           | Ч (ІІ)                  | 0         | 0         | КА+КЛ              | 1+1                | 0                  | -                    | -                    | -                    | -             | -             | -             | 2      | 0      |        |
| лис.-гру. 2014          | «Блекпул»               | Ч (ІІ)                  | 9         | 2         | КА+КЛ              | -                  | -                  | -                    | -                    | -                    | -             | -             | -             | 9      | 2      |        |
| січ.-лют. 2015          | «Сканторп Юнайтед»      | 1Л (ІІІ)                | 3         | 0         | КА+КЛ              | -                  | -                  | -                    | -                    | -                    | ТФЛ           | -             | -             | 3      | 0      |        |
| бер.-тра. 2015          | «Колчестер Юнайтед»     | 1Л (ІІІ)                | 11        | 4         | КА+КЛ              | -                  | -                  | -                    | -                    | -                    | ТФЛ           | -             | -             | 11     | 4      |        |
| сер. 2015–16            | «Ковентрі Сіті»         | 1Л (ІІІ)                | 40        | 9         | КА+КЛ              | 1+0                | 1                  | -                    | -                    | -                    | ТФЛ           | 1             | 0             | 42     | 10     |        |
| 2016–17                 | «Норвіч Сіті»           | Ч (ІІ)                  | 37        | 8         | КА+КЛ              | 2+1                | 0+1                | -                    | -                    | -                    | -             | -             | -             | 40     | 9      |        |
| Усього за «Норвіч Сіті» | Усього за «Норвіч Сіті» | Усього за «Норвіч Сіті» | 37        | 8         |                    | 6                  | 1                  |                      | -                    | -                    |               | -             | -             | 43     | 9      |        |
| 2017–18                 | «Ньюкасл Юнайтед»       | ПЛ                      | 25        | 1         | КА+КЛ              | 2+1                | 0                  | -                    | -                    | -                    | -             | -             | -             | 28     | 1      |        |
| Усього за кар'єру       | Усього за кар'єру       | Усього за кар'єру       | 129+1     | 23        |                    | 8                  | 2                  |                      | -                    | -                    |               | 2             | 0             | 140    | 25     |        |

## Титули і досягнення

### Клубні
- Володар Кубка Футбольної ліги (1):

«Ньюкасл Юнайтед»: 2024-25